# Liste von Burgen, Schlössern und Festungen im Département Lot
Die Liste von Burgen, Schlössern und Festungen im Département Lot listet bestehende und abgegangene Anlagen im Département Lot auf. Das Département zählt zur Region Okzitanien in Frankreich.

Wappen des Départements Lot (46)
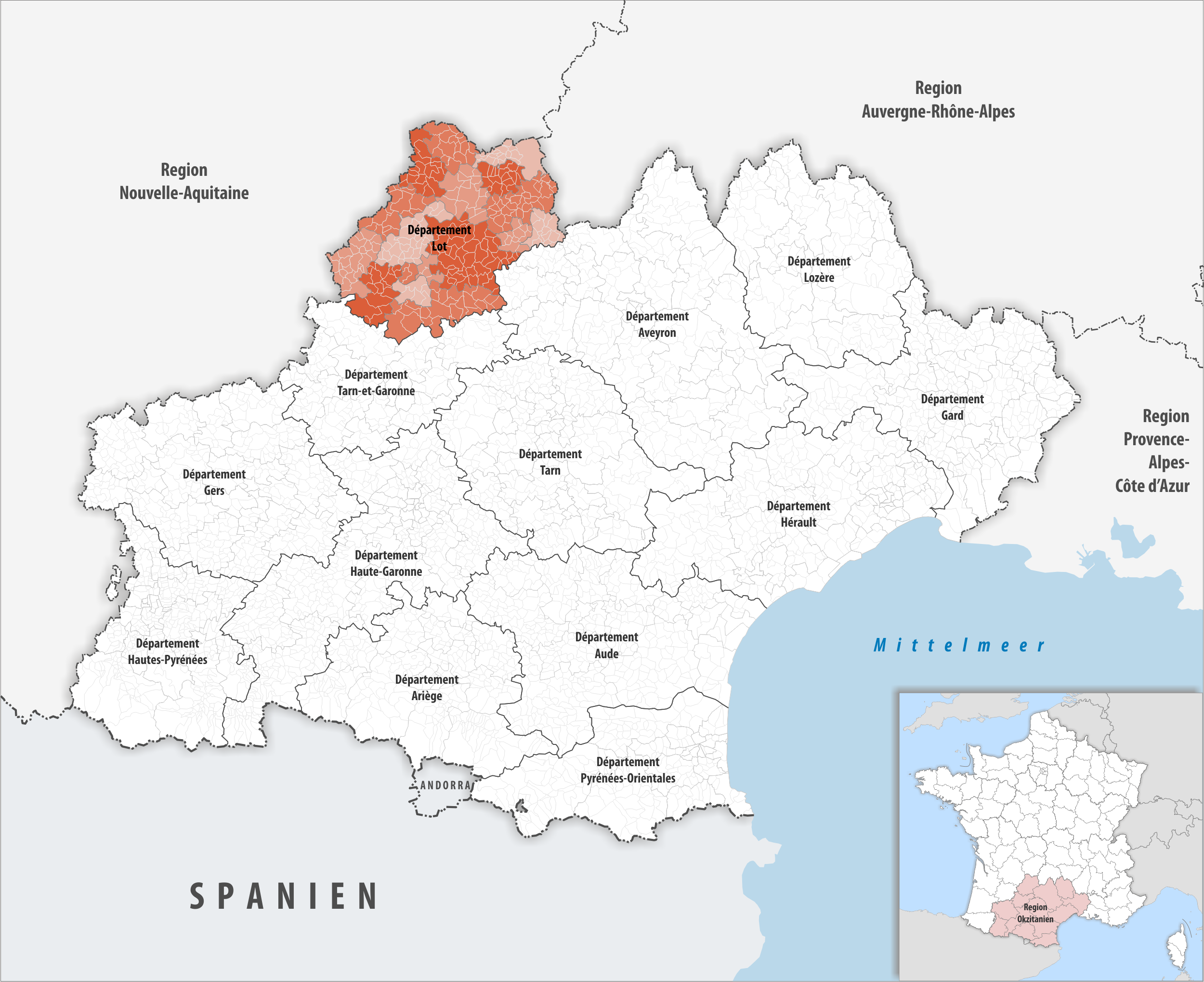
Lage des Départements Lot in der Region Okzitanien
Lage der Region Okzitanien in Frankreich

## Liste
Bestand am 28. November 2022: 126
| Name deu / fra                                                  | Gemeinde / Lage                   | Typ (Untertyp)          | Bemerkungen | Bild |
| --------------------------------------------------------------- | --------------------------------- | ----------------------- | --- | ---- |
| Burg Les Anglais Château des Anglais                            | Autoire 44,851115° N, 1,813806° O | Burg (Felsenburg)       | Ruine |      |
| Burg Les Anglais Château des Anglais                            | Bouziès 44,486561° N, 1,642233° O | Burg (Felsenburg)       | Ruine |      |
| Burg Les Anglais Château des Anglais                            | Brengues 44,5864° N, 1,831° O     | Burg (Felsenburg)       | Ruine |      |
| Schloss Assier Château d'Assier                                 | Assier 44,674722° N, 1,878333° O  | Schloss                 | |      |
| Burg Aujols Château d'Aujols (Créneaux d'Aujols)                | Aujols 44,4057° N, 1,5526° O      | Burg                    | Ruine |      |
| Schloss Aynac Château d'Aynac                                   | Aynac 44,783373° N, 1,850536° O   | Schloss                 | |      |
| Schloss Balène Château de Balène                                | Figeac                            | Schloss (Stadtpalais)   | |      |
| Schloss Bar Château de Bar                                      | Puy-l’Évêque                      | Schloss                 | |      |
| Schloss Beauregard Château Beauregard                           | Puy-l’Évêque                      | Schloss                 | |      |
| Burg Béduer Château de Béduer                                   | Béduer                            | Burg                    | |      |
| Schloss Belcastel Château de Belcastel                          | Lacave                            | Schloss                 | |      |
| Schloss La Blainie Château de la Blainie                        | Albas                             | Schloss                 | |      |
| Schloss Blanat Château Blanat                                   | Saint-Michel-de-Bannières         | Schloss                 | |      |
| Schloss Le Bousquet Château du Bousquet                         | Arcambal                          | Schloss                 | |      |
| Schloss Boutier Château Boutier                                 | Duravel                           | Schloss                 | |      |
| Schloss Les Bouysses Château les Bouysses                       | Mercuès                           | Schloss                 | |      |
| Schloss Bovila Château Bovila                                   | Puy-l’Évêque                      | Schloss                 | |      |
| Schloss Briance Château de Briance                              | Saint-Denis-lès-Martel            | Schloss                 | |      |
| Schloss Busqueilles Château de Busqueilles                      | Autoire                           | Schloss                 | |      |
| Schloss Cabrerets Château de Cabrerets                          | Cabrerets                         | Schloss                 | |      |
| Burg Cadrieu Château de Cadrieu                                 | Cadrieu                           | Burg                    | |      |
| Schlos Caïx Château de Caïx (Cayx)                              | Luzech                            | Schloss                 | Weingut |      |
| Schloss Calamane Château de Calamane                            | Calamane                          | Schloss                 | |      |
| Schloss Camy Château de Camy                                    | Luzech                            | Schloss                 | |      |
| Burg Capdenac Château de Capdenac                               | Capdenac                          | Burg (Stadtbefestigung) | |      |
| Burg Cardaillac Tour de l'Horloge                               | Cardaillac                        | Burg (Turm)             | Im Ortsteil Fort de Cardaillac, gehörte als einer von drei Türmen zur Befestigung, war später Uhrenturm                         |      |
| Burg Castelnau-Bretenoux Château de Castelnau-Bretenoux         | Prudhomat                         | Burg                    | |      |
| Schloss Castelnau-Montratier Château de Castelnau-Montratier    | Castelnau-Montratier              | Schloss                 | |      |
| Schloss Cavagnac Château de Cavagnac                            | Cavagnac                          | Schloss                 | |      |
| Schloss Le Cayrou Château du Cayrou                             | Puy-l’Évêque                      | Schloss                 | |      |
| Burg Cazals Castrum de Cazals                                   | Cazals                            | Burg                    | Wenig erhalten, entspricht dem heutigen Haut-Cazals-Viertel.                                                                    |      |
| Schloss Ceint-d’Eau Château de Ceint-d'Eau                      | Figeac                            | Schloss                 | |      |
| Schloss Cénevières Château de Cénevières                        | Cénevières                        | Schloss                 | |      |
| Schloss Chambert Château de Chambert                            | Floressas                         | Schloss                 | Weingut |      |
| Schloss Charry Château de Charry                                | Montcuq                           | Schloss                 | |      |
| Schloss Chausseneige Château de Chausseneige                    | Cressensac-Sarrazac               | Schloss                 | |      |
| Burg Le Co-seigneur Château du Co-seigneur                      | Bélaye                            | Burg                    | Ruine |      |
| Schloss Costeraste Château de Costeraste                        | Gourdon                           | Schloss                 | |      |
| Schloss Cieurac Château de Cieurac                              | Cieurac                           | Schloss                 | |      |
| Schloss Clermont Château de Clermont                            | Concorès                          | Schloss                 | Im Weiler Linars |      |
| Schloss Condat Château de Condat                                | Bouziès                           | Schloss                 | |      |
| Schloss La Coste Château de La Coste                            | Grézels                           | Schloss                 | |      |
| Schloss Couanac Château de Couanac                              | Varaire                           | Schloss                 | |      |
| Schloss Cousserans Château de Cousserans                        | Bélaye                            | Schloss                 | |      |
| Schloss Crabillé Château de Crabillé (Crabillier, Crabilhé)     | Montgesty                         | Schloss                 | |      |
| Schloss Cressansac Château de Cressansac                        | Cressensac-Sarrazac               | Schloss                 | |      |
| Altes Schloss Creysse Château vieux de Creysse                  | Creysse                           | Schloss                 | |      |
| Neues Schloss Creysse Château neuf de Creysse                   | Creysse                           | Schloss                 | |      |
| Schloss Croze Château de Croze                                  | Sarrazac                          | Schloss                 | |      |
| Schloss La Devie Château de La Devie                            | Belmontet                         | Schlos                  | |      |
| Schloss Les Doyens Château des Doyens                           | Carennac                          | Schloss                 | |      |
| Burg L’Évêque Château de l'Évêque                               | Bélaye                            | Burg                    | Ruine |      |
| Burg L’Évêque Château de l'Évêque                               | Puy-l’Évêque                      | Burg                    | Ruine |      |
| Schloss Ferrières Château de Ferrières                          | Sérignac                          | Schloss                 | |      |
| Turm Floirac Tour de Floirac                                    | Floirac                           | Burg (Turm)             | Neben der Pfarrkirche steht der imposante mittelalterliche Wach- und Wehrturm.                                                  |      |
| Schloss Floiras Château de Floiras                              | Bélaye                            | Schloss                 | |      |
| Schloss Fontauda Château de Fontauda                            | Montcuq                           | Schloss                 | |      |
| Herrenhaus Friat Manoir de Friat                                | Strenquels                        | Schloss (Herrenhaus)    | |      |
| Schloss Geniez Château de Geniez                                | Sauliac-sur-Célé                  | Schloss                 | |      |
| Burg Grugnac Château de Grugnac                                 | Sousceyrac                        | Burg                    | |      |
| Schloss Les Junies Château des Junies                           | Les Junies                        | Schloss                 | |      |
| Schloss Labastide Château de Labastide                          | Beauregard                        | Schloss                 | |      |
| Schloss Labastide-Murat Château de Labastide-Murat              | Labastide-Murat                   | Schloss                 | |      |
| Schloss Laborie Château de Laborie                              | Laval-de-Cère                     | Schloss                 | |      |
| Schloss Lacapelle-Marival Château de Lacapelle-Marival          | Lacapelle-Marival                 | Schloss                 | |      |
| Schloss Lacoste Château de Lacoste                              | Salviac                           | Schloss                 | |      |
| Schloss Lagarrigue Château de Lagarrigue                        | Strenquels                        | Schloss                 | |      |
| Schloss Lagrézette Château Lagrézette (La Grézette)             | Caillac                           | Schloss                 | |      |
| Schloss Lalande Château de Lalande                              | Bélaye                            | Schloss                 | |      |
| Schloss Langlade Château de Langlade                            | Strenquels                        | Schloss                 | |      |
| Schloss Lantis Château de Lantis                                | Dégagnac                          | Schloss                 | |      |
| Schloss Larnagol Château de Larnagol                            | Larnagol                          | Schloss                 | |      |
| Burg Laroque-des-Arcs Tour de péage de Laroque-des-Arcs         | Laroque-des-Arcs                  | Burg (Zollturm)         | |      |
| Burg Larroque-Toirac Château de Larroque-Toirac                 | Larroque-Toirac                   | Burg                    | |      |
| Schloss Lastours Château de Lastours                            | Sainte-Croix                      | Schloss                 | |      |
| Herrenhaus Laval-de-Cère Manoir de Laval-de-Cère                | Laval-de-Cère                     | Schloss (Herrenhaus)    | |      |
| Schloss Lavercantière Château de Lavercantière                  | Lavercantière                     | Schloss                 | |      |
| Schloss Limargue Château de Limargue                            | Autoire                           | Schloss                 | |      |
| Herrenhaus Loubressac Manoir de Loubressac                      | Loubressac                        | Schloss (Herrenhaus)    | |      |
| Schloss Loubressac Château de Loubressac                        | Loubressac                        | Schloss                 | |      |
| Schloss Lunegarde Château de Lunegarde                          | Lunegarde                         | Schloss                 | |      |
| Burg Luzech Château de Luzech                                   | Luzech                            | Burg                    | Ruine |      |
| Schloss Lychairie Château de Lychairie                          | Puy-l’Évêque                      | Schloss                 | |      |
| Schloss Marcillac Château de Marcillac                          | Saint-Cyprien                     | Schloss                 | |      |
| Schloss Masclat Château de Masclat                              | Masclat                           | Schloss                 | |      |
| Herrenhaus Matau Manoir de Matau                                | Laval-de-Cère                     | Schloss (Herrenhaus)    | |      |
| Schloss Mayrac Château de Mayrac                                | Mayrac                            | Schloss                 | |      |
| Schloss Le Méouré Château du Méouré                             | Puy-l’Évêque                      | Schloss (Herrenhaus)    | |      |
| Schloss Mercuès Château de Mercuès                              | Mercuès                           | Schloss                 | |      |
| Burg Mescalprès Tour médiévale de Mescalprès                    | Saint-Martin-le-Redon             | Burg (Turm)             | |      |
| Schloss Montal Château de Montal                                | Saint-Jean-Lespinasse             | Schloss                 | |      |
| Schloss Montbrun Château de Montbrun                            | Montbrun                          | Schloss                 | |      |
| Schloss Montcléra Château de Montcléra                          | Montcléra                         | Schloss                 | |      |
| Burg Montcuq Tour de Montcuq                                    | Montcuq                           | Burg (Turm)             | Ruine |      |
| Schloss Nadaillac-de-Rouge Château de Nadaillac-de-Rouge        | Nadaillac-de-Rouge                | Schloss                 | |      |
| Burg Orgueil Castrum d'Orgueil                                  | Mauroux                           | Burg                    | Ruine |      |
| Schloss La Pannonie Château de la Pannonie                      | Couzou                            | Schloss                 | Einziges Schloss im Stil des klassizistischen Barocks im Quercy                                                                 |      |
| Schloss Pechrigal Château de Pechrigal                          | Saint-Clair                       | Schloss                 | |      |
| Burg Pestillac Castrum de Pestillac                             | Montcabrier                       | Burg                    | Ruine |      |
| Schloss Pleysse Château de Pleysse                              | Montcuq                           | Schloss                 | |      |
| Schloss Presque Château de Presque                              | Saint-Médard-de-Presque           | Schloss                 | |      |
| Schloss Puy-Launay Château de Puy-Launay                        | Linac                             | Schloss                 | |      |
| Schloss La Rauze Château de la Rauze                            | Le Bourg                          | Schloss                 | |      |
| Herrenhaus Rieuzal Manoir de Rieuzal                            | Loubressac                        | Schloss (Herrenhaus)    | |      |
| Schloss Le Roc Château du Roc                                   | Fons                              | Schloss                 | |      |
| Burg Rocamadour Château de Rocamadour                           | Rocamadour                        | Burg                    | Die mittelalterliche Burg befindet sich oben auf einem Felsen über der Stadt                                                    |      |
| Burg Roussillon Château de Roussillon                           | Saint-Pierre-Lafeuille            | Burg                    | Ruine |      |
| Turm Sagnes Tour de Sagnes                                      | Cardaillac                        | Burg (Turm)             | |      |
| Schloss Saignes Château de Saignes                              | Saignes                           | Schloss                 | |      |
| Burg Saint-Laurent-les-Tours Château de Saint-Laurent-les-Tours | Saint-Laurent-les-Tours           | Burg                    | Ruine |      |
| Schloss Saint-Privat Château de Saint-Privat                    | Flaugnac                          | Schloss                 | |      |
| Schloss Saint-Sulpice Château de Saint-Sulpice                  | Saint-Sulpice                     | Schloss                 | |      |
| Schloss Saint-Thamar Château de Saint-Thamar                    | Terrou                            | Schloss                 | |      |
| Schloss Sarrazac Château de Sarrazac                            | Saint-Michel-de-Bannières         | Schloss                 | |      |
| Burg Ségadènes Tour-moulin de Ségadènes                         | Soturac                           | Burg (Turm)             | Befestigter Turm einer Mühle |      |
| Burg Sousceyrac Château de Sousceyrac                           | Sousceyrac-en-Quercy              | Burg                    | Abgegangen |      |
| Burg Teyssieu Tour de Teyssieu                                  | Teyssieu                          | Burg (Turm)             | Ruine |      |
| Schloss Thégra Château de Thégra                                | Thégra                            | Schloss                 | |      |
| Schloss Le Théron Château du Théron                             | Prayssac                          | Schloss                 | |      |
| Burg Les Tours-Saint-Laurent Château des Tours-Saint-Laurent    | Saint-Laurent-les-Tours           | Burg                    | |      |
| Templerburg Trébaïx Tour de Trébaïx                             | Villesèque                        | Burg (Turm)             | Nur der Turm ist erhalten, im Weiler Trébaïx                                                                                    |      |
| Schloss La Treyne Château de la Treyne                          | Lacave                            | Schloss                 | |      |
| Schloss La Tulle Château de La Tulle                            | Strenquels                        | Schloss                 | |      |
| Burg Vaillac Château de Vaillac                                 | Vaillac                           | Burg                    | |      |
| Burg Ventalays Château de Ventalays                             | Montcuq                           | Burg                    | Abgegangen, Joseph de Puniet de Monfort wurde dort geboren                                                                      |      |
| Schloss Le Viguier du Roy Château du Viguier du Roy             | Figeac                            | Schloss                 | Im Mittelalter eine Präfektur mit königlichem Turm, Louis Malle drehte hier 1974 den Spielfilm Lacombe, Lucien, heute ein Hotel |      |